# Ozero Podsjapje
Ozero Podsjapje (ryska: Озеро Подшапье) är en sjö i Belarus.   Den ligger i voblasten Minsks voblast, i den norra delen av landet, 110 km norr om huvudstaden Minsk. Ozero Podsjapje ligger 166 meter över havet. Den ligger vid sjön Vozera Mjastra.
I omgivningarna runt Ozero Podsjapje växer i huvudsak blandskog. Runt Ozero Podsjapje är det glesbefolkat, med 19 invånare per kvadratkilometer.